# Special Discoteque
Special Discoteque è il terzo album da solista di Wess, pubblicato su LP e cassetta dalla Durium (catalogo ms AI 77353 e MD.A 270) nel 1974.

## Descrizione
L'album contiene 12 brani (6 per facciata), tra cui vanno citati: Aspetti un bambino – pubblicato anche come singolo –, Quando ti rivedrò, Non giurare mai, Per niente al mondo e Il dottore; che sono versioni italiane di (You're) Having My Baby (Paul Anka), When Will I See You Again (Gamble & Huff), All in Love Is Fair (Stevie Wonder), Golden Slumbers (The Beatles) e Doctor's Order (Sue & Sunny).
Tutti gli arrangiamenti sono di Douglas Fowlkes e, dello stesso, Wess.

## Tracce

### Lato A
1. Aspetti un bambino (titolo originale: (You're) Having My Baby) – 2:42 (testo italiano: Claudio Daiano – testo originale e musica: Paul Anka; edizioni musicali Ritmi e Canzoni)
2. Quando ti rivedrò (titolo originale: When Will I See You Again) – 2:40 (testo italiano: Felice Piccarreda – testo originale e musica: Gamble & Huff; edizioni musicali April Music)
3. Una sbandata – 3:08 (testo: Luigi Albertelli – musica: Roberto Soffici; edizioni musicali Fonofilm-Durium)
4. Wesley Theme – 3:13 (testo: Douglas Fowlkes[2], Wesley Johnson – musica: Wesley Johnson, Natale Massara; edizioni musicali United Artists-Durium)
5. Non giurare mai (titolo originale: All in Love Is Fair) – 3:57 (testo italiano: Felice Piccarreda – testo originale e musica: Stevie Wonder; edizioni musicali Ri-Fi Music)
6. Non saprà mai che cosa sei – 4:47 (testo: Ricky Gianco – musica: Wesley Johnson; edizioni musicali Durium)

Durata totale: 20:27

### Lato B
1. Per niente al mondo (titolo originale: Golden Slumbers) – 3:22 (testo italiano: Bruno Lauzi, Felice Piccarreda – testo originale e musica: Lennon-McCartney; edizioni musicali Ritmi e Canzoni)
2. Gioie e dolori – 3:17 (testo: Luigi Albertelli – musica: Roberto Soffici; edizioni musicali Fonofilm-Durium)
3. Io ti perdo – 3:33 (testo: Paolo Limiti, Felice Piccarreda – musica: Wesley Johnson; edizioni musicali Durium)
4. Il dottore (titolo originale: Doctor's Order) – 3:21 (testo italiano: Bruno Lauzi – testo originale e musica: Cook & Greenway, Geoff Stephens; edizioni musicali Ritmi e Canzoni)
5. Prima lei, adesso tu – 4:06 (testo: Claudio Daiano, Felice Piccarreda – musica: Wesley Johnson, Natale Massara; edizioni musicali Puccio-Durium)
6. Funky City Rock – 3:01 (testo: Douglas Fowlkes, Wesley Johnson – musica: Wesley Johnson, Natale Massara; edizioni musicali United Artists-Durium)

Durata totale: 20:40